# Bohdan Ogiński (zm. 1649)
Bohdan Ogiński herbu własnego (ur. ok. 1619 roku – zm. w lutym 1649 w Krakowie) – chorąży nadworny litewski w 1645 roku, podczaszy brasławski w 1635 roku, dworzanin Jego Królewskiej Mości w 1643 roku.
Był synem kasztelana trockiego  Aleksandra i jego pierwszej żony Aleksandry Szemetówny. Nie założył rodziny.
Od 1633 roku studiował na Akademii Krakowskiej.  Po ukończeniu studiów podróżował, był m.in. w Niderlandach. Poseł województwa trockiego na sejmy 1640 i 1641 roku. Poseł na sejm 1647 roku, poseł trocki na sejm konwokacyjny  1648 roku. Był członkiem konfederacji generalnej zawiązanej 31 lipca 1648 roku. Wyznaczony do rady wojennej w 1648 roku. W 1648 roku podpisał elekcję Jana II Kazimierza Wazy z województwa trockiego i województwa mińskiego, podpisał jego pacta conventa. Poseł trocki na sejm koronacyjny 1649 roku. 